# Anarchisme individualiste
Ne doit pas être confondu avec Anarcho-capitalisme.
 (avril 2015).
Si vous disposez d'ouvrages ou d'articles de référence ou si vous connaissez des sites web de qualité traitant du thème abordé ici, merci de compléter l'article en donnant les références utiles à sa vérifiabilité et en les liant à la section « Notes et références ».

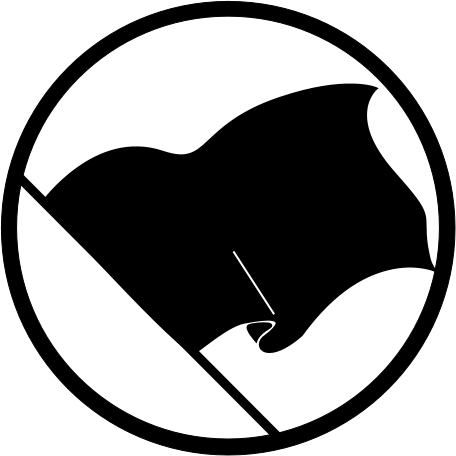
Le drapeau noir, symbole de l'anarchisme peu importe son courant.

L'anarchisme individualiste, ou individualisme libertaire, est un courant de l'anarchisme qui prône la liberté des choix de l'individu face à ceux, généralement imposés, d'un groupe social.
On emploie généralement le terme d'anarchisme individualiste (ou « anarcho-individualisme ») dans un souci de distinction avec l'acception courante de l'égoïsme.
Dans ce cadre, l'égoïsme est la doctrine de l’ego, de la primauté donc de l'individu et de son expérience sur tout autres concepts. Cette philosophie est à rapprocher du solipsisme, du nihilisme de Gorgias et du scepticisme antique, entre autres.
Comme l’indique Errico Malatesta : « Tous les anarchistes, à quelque tendance qu’ils appartiennent, sont d’une certaine façon individualistes. Mais la réciproque est loin d’être vraie : tous les individualistes ne sont pas, tant s’en faut, des anarchistes ».
Selon E. Armand, l’anarchisme individualiste se définit comme « La négation, le rejet, la haine de la domination et de l’exploitation ; l’absence de l’obligation, de la sanction et de l’empiétement dans tous les domaines ; l’abolition de la contrainte grégaire sur l’initiative et l’impulsion individuelles ».
Il n'est à aucun moment inconcevable pour un anarchiste de se revendiquer à la fois de l'individualisme et en même temps du communisme libertaire ou encore du municipalisme libertaire. L'anarchisme individualiste étant plus une manière de penser plutôt qu'une manière de s'organiser, une société anarchiste peut tout à fait s'organiser en socialisme libertaire et raisonner en individualisme. Cela renvoie au principe de synthèse anarchiste.

## Principes

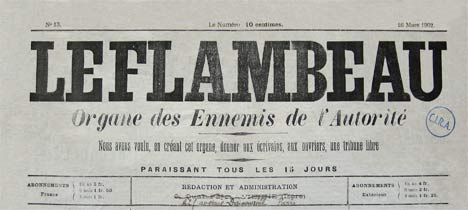
Animé par Georges Butaud, Le flambeau, « Organe des ennemis de l'autorité », n°13 du 16 mars 1902 (dernier numéro).

Cette philosophie politique voit dans toute forme de pouvoir telle que l'État, la Religion, mais aussi dans toutes sortes d'organismes ou organisations collectives hiérarchiques, une autorité illégitime et oppressive et donc l'ennemi par excellence de la liberté individuelle, donc de l'individu.
Les anarchistes individualistes considèrent la libre association entre individus comme étant la seule forme légitime d'organisation collective dans la mesure où chacun de ses membres reste libre au sein de l'association, ne subissant pas en particulier l'autorité d'une minorité au sein de celle-ci suivant le principe de l'autogestion. Cette conception de l'organisation oppose singulièrement les anarchistes individualistes aux différentes formes d'anarchisme de type collectiviste.

### Le droit individualiste
Le concept de propriété est, selon Max Stirner, défini de différentes manières suivant le type de droit dont il est issu. Considérant que les droits étatiques, tant les droits humains que le droit naturel, sont des droits imposés, et donc étrangers à l'individu, Max Stirner prend le droit au sens étymologique, qui désigne la volonté de l'individu. Ainsi la propriété correspond à la volonté individuelle, volonté qui est matérialisée par la force physique individuelle : « Je pense qu'elle appartient à celui qui sait la prendre ou qui ne se la laisse pas enlever ». De ce point de vue, les anarchistes s'opposent radicalement au communisme, car ces derniers pensent au contraire que la terre doit appartenir à ceux qui la cultivent. Pour résumer, la philosophie anarchiste individualiste, elle, consiste donc à accomplir sa volonté égoïste/individuelle.

## Définition
Tenter de définir l'anarchisme individualiste est malaisé car, comme l'a justement écrit E. Armand, « On ne trouve guère deux anarchistes individualistes défendant les mêmes théories ». Au sein de l'anarchisme, l'individualisme s'oppose franchement aux courants liés à la gauche politique et sociale, principalement le socialisme libertaire, le communisme libertaire et l'anarcho-syndicalisme.
Cela ne signifie pas que l'individualisme anarchiste soit associé à la droite ou au conservatisme (si on exclut l'anarcho-capitalisme qui est en réalité davantage une forme de libertarianisme qu'un courant anarchiste[non neutre]). Les anarcho-individualistes s'opposent pour la plupart radicalement au capitalisme et se placent par delà le binôme « gauche/droite » hérité de la Révolution française.

### L'individu
« Tandis que la vision populaire de l'anarchisme est celle d'un mouvement violent, anti-État, l'anarchisme est une tradition bien plus subtile et nuancée qu'une simple opposition au pouvoir gouvernemental. Les anarchistes s'opposent à l'idée que le pouvoir et la domination sont nécessaires, et prônent à la place plus de solidarité, et une forme anti-hiérarchique des organisations sociales, politiques, et économiques. » - L. Susan Brown, The Politics of Individualism, p.106.
Les anarchistes individualistes considèrent l'individu comme seule réalité et comme principe de toute évaluation. Mais contrairement aux individualistes libéraux, les anarchistes individualistes comprennent l'individu comme l'Unique, l'individu réel, existant, effectif, différent de tous les autres par son existence, et non comme un concept, une idée générale. Cet individu est son propre principe directeur et ne demande pas à être reconnu comme « Homme ». L'individu, l'Unique existe en-soi et par soi, et ne saurait être réduit à aucun concept. Toute tentative de réduction de l'individu à un concept, aussi séduisant soit-il, constitue pour l'individu une coercition inacceptable, une tentative de négation de ce qu'il est. Par exemple, la pression à « être quelqu'un de bien » n'est qu'une tentative de restreindre la richesse de l'Unique à un cadre moralisateur.
Ainsi, l'individualisme anarchiste est foncièrement anti-humaniste. Ne voir en l'individu que l'Homme ou la Personne, ne respecter que l'Homme en lui, c'est ne voir que ce qu'il a de commun avec les autres. C'est ne voir que ses ressemblances avec les autres et tenter de fabriquer une identité fictive à partir de la description de ces ressemblances. Bref, « l'homme » est un concept froid, abstrait, un « fantôme » dans le vocabulaire stirnérien, alors que l'individu, lui, est ce qui existe réellement.

### L'association
La plupart des individualistes anarchistes font une nette distinction entre la Société et l'association entre individus. Pour eux, la libre association est un instrument de l'individu, alors que la Société est un de ses oppresseurs. La Société veut passer pour sacrée, elle se sert des individus. L'association, au contraire, est à leur service. Une association d'individus est donc pensable si elle reste un moyen pour eux de satisfaire leurs intérêts communs en unissant leurs forces. Mais elle ne doit jamais rester une instance autonome, obligatoire, permanente, supérieure à l'individu au sens où elle poursuit ses propres fins au détriment de l'individu. L'association doit donc être petite, limitée, informelle, ouverte et temporaire.

### Moyens d'action
L'individualisme anarchiste s'oppose généralement à l'idée révolutionnaire, les rêves de Grand Soir étant jugés potentiellement répressifs. Les anarchistes individualistes croient généralement que les mouvements révolutionnaires sombrent fatalement dans une organisation militarisée aux antipodes de l'intérêt de l'individu. C'est donc à l’individu lui-même de se libérer en rejetant la société dominatrice. Max Stirner prônait l'insurrection à la place de la révolution : pour lui, la révolution n'est qu'un changement du « statut de l'État » tandis que l'insurrection, comprise comme un fait établi d'organisation libre, ne place pas la liberté dans un futur hypothétique mais comme une réalité immédiate qui fait s'écrouler de lui-même l'ordre établi. Pour beaucoup d’individualistes, être anarchiste signifie être un « en dehors » et vivre selon ses propres principes, en refusant de collaborer aux institutions oppressives et en refusant toute forme d'embrigadement qui pervertit l'idéal libertaire sous prétexte de le servir.
Concrètement, les anarchistes individualistes proposent deux grands types de moyens d'action : d'une part, l'objection de conscience généralisée et la mise en pratique de modes de vie en rupture avec les principes autoritaires, et de l'autre la pédagogie libertaire. La conjonction de ces deux stratégies a été qualifiée par Gaetano Manfredonia de « modèle éducationniste-réalisateur ».

#### Stratégies expérimentales
La première des stratégies proposées par les individualistes anarchistes est basée sur l'insoumission, l'objection de conscience et la mise en pratique immédiate de modes de vie anti-autoritaires, notamment dans les communautés libertaires. Ainsi, l'individualiste n'obéit que par nécessité, que lorsque sa propre préservation est en cause. Mais lorsque l'État présente comme des devoirs civiques certaines actions (comme le vote), il refuse de répondre à son appel. L'individualiste anarchiste refuse de participer à ce qu'il désapprouve et remet fortement en cause, par ce refus et par ces gestes quotidiens, la légitimité de l'État.
De plus, les anarchistes individualistes préconisent la mise en application immédiate des principes libertaires de la libre association. Selon eux, il est non seulement utopique de croire, à l'instar de Bakounine, que nous ne pouvons être libres tant que tous les individus ne le seront pas, mais une telle croyance condamne également l'individu au sacrifice de soi à une cause extérieure à lui-même, ce qui est inacceptable. Il importe donc de créer immédiatement des zones de liberté expérimentale dans les espaces négligés par l'État, des expériences anarchistes dont le caractère temporaire et insaisissable garantit l'authenticité.
L'expérience immédiate de la liberté passe, pour les anarchistes individualistes, par l'exploration de modes de vie et de valeurs anti-autoritaires, que ce soit par le végétarisme, la création de milieux libres, ou de Zone autonome temporaire, et par des pratiques transgressives, l'amour libre, le naturisme, etc.

#### Stratégies d'éducation populaire
D'autres anarchistes individualistes pensent que le préalable à la libération sociale est le changement, non imposé, des individus. Selon eux, on ne peut concevoir une société libre sans la formation d'individus nouveaux, ayant bénéficié d'une éducation spécifique. Gaetano Manfredonia les qualifie de courants « éducationnistes ». Ils proposent donc l'éducation intégrale des enfants au moyen d’institutions indépendantes de l’École, de l’Église et de l’État.

## Les deux traditions de l'individualisme anarchiste
Max Stirner est considéré comme le fondateur et le premier théoricien de l'individualisme anarchiste, même s'il se défend dans L'Unique et sa propriété d'être anarchiste. En fait, l'égoïsme stirnérien a eu peu d'impact sur le développement de l'anarchisme (à cause de son antilibéralisme) au XIXe siècle[réf. souhaitée]. Ce n'est qu'avec la parution des ouvrages de John Henry Mackay que l'égoïsme stirnérien est redécouvert, vulgarisé et adapté aux revendications anarchistes. Mackay peut ainsi être considéré comme l'un des principaux initiateurs de la tendance anarcho-individualiste.
Les théories unicistes de Stirner ont été lues, commentées et assimilées principalement en France et aux États-Unis, où elles ont donné naissance à deux types distincts d'individualisme anarchiste.

### L'école américaine
N'ayant été que très peu exposée aux théories holistes radicales portées par le mouvement ouvrier européen, la pensée individualiste américaine évolue, au cours du XIXe siècle, d'un libéralisme influencé par John Stuart Mill et Spencer vers une position libertarienne, anti-étatiste et anti-autoritaire. S'appuyant sur des expériences pratiques de libre entreprise privée (comme c'est le cas pour Josiah Warren), de vie en autarcie (comme l'a expérimenté Thoreau à Walden Pond) ou d'actions juridiques antiétatistes (comme celles de Lysander Spooner), ce courant libéral, exposé à l'individualisme stirnérien et au mutualisme proudhonien, se mue en une forme d'anarchisme original et spécifiquement américain.
Deux penseurs font figures d'inspirateurs, Josiah Warren et James L. Walker, qui posent dès les années 1860 les bases d'une philosophie faisant de l'égoïsme l'unique base de toutes les actions humaines. Les thèses anarchistes de Warren et de Walker sont ensuite reprises par Lysander Spooner et surtout Benjamin Tucker qui, bien avant Mackay, a redécouvert et vulgarisé l'égoïsme stirnérien.
De façon générale, les anarchistes individualistes américains préconisent la libre association et rejettent les révolutions violentes. Ils optent plutôt pour la résistance passive et le refus d'obéissance comme moyen de faire advenir l'anarchie. Par exemple, Tucker préconise le refus de payer l'impôt ainsi que la création de coopératives indépendantes, pratiquant le libre-échange commercial et même la fondation d'un système bancaire dégagé de l'emprise de l'État. Les anarchistes individualistes américains ne sont donc pas opposés par principe à la propriété privée mais en critiquent l'utilisation qu'en font les institutions de domination sociale que sont la grande entreprise et l'État. Reconnaissant pour l'essentiel la notion de possession telle que définie par Proudhon, ils ne s'opposent en réalité qu'à la nue-propriété, et donc à tout revenu de prêt - tels que les bénéfices ou les loyers et le salariat - tout en reconnaissant à chacun le droit de posséder son logement ou de travailler sa terre. C'est, selon les anarchistes individualistes, en ce sens l'usage seul qui fonde et légitime la propriété individuelle.
Après la Seconde Guerre mondiale, les principaux thèmes de la pensée individualiste anarchiste américaine ont été repris par Murray Rothbard qu'on peut considérer comme le fondateur de l'anarcho-capitalisme. Il propose une forme radicale de libéralisme économique préconisant le remplacement du gouvernement par une simple agence rétribuée, chargée de protéger les individus, et un capitalisme libéré de toute ingérence étatique.

### L'école française
En France, la philosophie de Stirner se développe dans un terreau riche d'une longue tradition de luttes sociales. Alors que l'individualisme stirnérien se greffe aux États-Unis sur un support libéral et capitaliste, ce même individualisme se greffe en France sur un support révolutionnaire et résolument anticapitaliste. L'individualisme anarchiste français conserve donc des préoccupations sociales et égalitaires qui n'apparaissent pas chez les individualistes anarcho-capitalistes américains. Certains anarchistes comme Charles-Auguste Bontemps vont jusqu'à parler d'« individualisme social », en considérant le marché et la propriété comme des fantômes stirnériens, des idées oppressives qui exigent le sacrifice de l'individu.

## Actuellement
Ce double héritage fait que certains anarchistes américains, collaborateurs de la revue Anarchy, a Journal of Desire Armed (comme Jason McQuinn, Hakim Bey ou Bob Black) refusent l'étiquette individualiste même si leur pensée rejoint pour l'essentiel celle des individualistes anarchistes français, principalement par souci de se démarquer des libertariens et des anarcho-capitalistes qui revendiquent l'étiquette anarchiste individualiste aux États-Unis dans l'après-guerre. Ils se disent alors partisans de l'anarchie post-gauchiste (Post-Left Anarchy) ou de l'anarchie, tout simplement.

## Quelques journaux libertaires individualistes

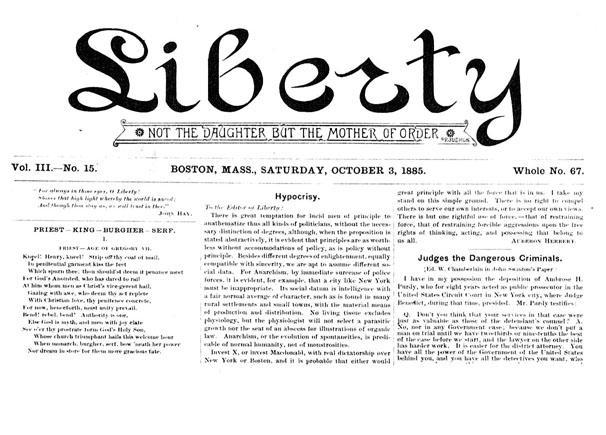
Liberty (1881-1908), publié aux États-Unis par l’anarchiste individualiste Benjamin Tucker.

- Liberty
- L'En-dehors
- L'Unique
- L'Anarchie
- L'Autonomie individuelle
- Lucifer, The Light-Bearer

## Citations
- « Nous sommes tous les deux, l'État et moi, des ennemis… Tout État est une tyrannie. », Max Stirner, L'Unique et sa propriété.
- « Si tu es individualiste, toute association ne peut être pour toi qu'un pis-aller puisqu'en t'associant tu perds tant soit peu de ton indépendance. Un pis-aller – pour un temps déterminé, avec des individus déterminés, pour une besogne déterminée – sans lequel la besogne qui te tient au cœur ne pourrait être accomplie. », E. Armand, L'initiation individualiste-anarchiste
- « Je suis anarchiste parce que je veux conserver mon individualité. », Sante Ferrini, Il Governo, 1922